# The Tin Palace
The Tin Palace war ein New Yorker Veranstaltungsort für Jazzmusik, der in den 1970er-Jahren in der Lower East Side bestand.

## Geschichte
Der Jazzclub Tin Palace (325 Bowery, Ecke Second Street) wurde 1970 von dem aus Brooklyn stammenden Schriftsteller und Matrosen Paul Pines gegründet. Nachdem er den Club bis 1975/76 geführt hatte, war dort kurzzeitig ein Go-Go-Club. Der Jazzkritiker Stanley Crouch reaktivierte den Jazzclub 1978 kurzzeitig.
Dort traten in den Jahren seines Bestehens Jazzmusiker wie Clifford Jordan, das World Saxophone Quartet, Eddie Jefferson, Richie Cole, Jimmy Giuffre, Roscoe Mitchell und Kalaparusha Maurice McIntyre auf. Nach dem Niedergang des Slug’s Saloon wurde der Club neben der Loft-Szene vermehrt Spielstätte für Musiker der Jazzavantgarde; mit Harry Lewis organisierte Pines die eine sonntägliche Veranstaltungsreihe mit Avantgarde Jazz, u. a. mit Julius Hemphill, Oliver Lake, David Murray, James Blood Ulmer, Sunny Murray, Bobo Shaw und Henry Threadgill, während an Werktagen eher Straight-Ahead-Jazz angeboten wurde. Im Mai 1976 spielten dort u. a. Roswell Rudd, Sheila Jordan, René McLean, Cecil McBee, Jeanne Lee, Roscoe Mitchell und Phillip Wilson. In dem Club entstanden Mitschnitte der Auftritte von Richie Cole, Eddie Jefferson und Eric Kloss. Um 1979/80 traten dort noch John Ore, Harold Vick, Clarence Sharpe, Shirley Scott und Benny Green auf.
Seine Erinnerungen an den Club verarbeitete Paul Pines in seinem Buch Last Call at the Tin Palace (Marsh Hawk Press). Stanley Crouch und David Murray wohnten in den frühen 70ern in einem Loft über der Spielstätte. In unmittelbarer Nähe in der Bond Street befand sich The Ladies’ Fort (betrieben von Joe Lee Wilson). 2007 erinnerte The Tribeca Performing Arts Center mit seiner Veranstaltungsreihe Lost Jazz Shrines an den Tin Palace.

## Diskographische Hinweise
- Eric Kloss/Richie Cole: Battle of the Saxes, Vol. 1 (Muse Records, 1977)
- Eddie Jefferson: The Live-Liest (Muse Records, 1979), mit Eric Kloss, Richie Cole, Rick Laird, Eddie Gladden, Mickey Tucker